# Formula 2
Campionatul FIA Formula 2 este un campionat de curse de nivel secundar, după Formula 1, organizat de Federația Internațională de Automobilism. Campionatul a fost introdus în 2017, ca urmare a rebranding-ului pe termen lung a seriei GP2.
Proiectat pentru a face cursele la costuri accesibile pentru echipe și pentru a-l face un teren ideal de antrenament pentru Formula 1, Formula 2 a făcut obligatoriu ca toate echipele să folosească același furnizor de șasiu, motor și pneuri, astfel încât abilitățile reale ale șoferului să fie reflectate.

## Cum se desfășoară un weekend de cursă
Vineri, șoferii au o sesiune de antrenamente libere de 45 de minute și o sesiune de calificări de 30 de minute. Sesiunea de calificări decide grila de start pentru cursa de sâmbătă, care are o lungime de 180 de kilometri (112 mile).
În cursa de sâmbătă (cursa caracteristică), fiecare șofer trebuie să completeze o oprire la boxe obligatorie și trebuie să utilizeze cel puțin un set din fiecare specificație de pneuri pentru vreme uscată.
Cursa de duminică (cursa Sprint) se desfășoară pe 120 de kilometri (75 de mile). Grila este decisă de rezultatul de sâmbătă, urmând ca topul 8 să fie inversat, astfel că șoferul care a terminat pe locul 8 sâmbătă va începe din pole position, iar câștigătorul va începe de pe locul 8.
Excepțiile de la aceste reguli sunt Monaco și Budapesta, unde cursa de sâmbătă se desfășoară peste 140 km (87 mile) și 160 km (100 mile), respectiv cursa Monaco Sprint, unde ea se desfășoară peste 100 km (60 miles). Durata curselor este de asemenea limitată la 60 de minute pentru cursa de sâmbătă, și 45 de minute pentru cursa Sprint.
De obicei, sesiunile de curse de la Monaco au avut loc vineri și sâmbătă din 2005.

### Sistemul de punctare
Cursele de sâmbătă folosesc același sistem de punctare ca în Formula 1:
| Sistemul de punctare pentru cursele de sâmbătă | Sistemul de punctare pentru cursele de sâmbătă | Sistemul de punctare pentru cursele de sâmbătă | Sistemul de punctare pentru cursele de sâmbătă | Sistemul de punctare pentru cursele de sâmbătă | Sistemul de punctare pentru cursele de sâmbătă | Sistemul de punctare pentru cursele de sâmbătă | Sistemul de punctare pentru cursele de sâmbătă | Sistemul de punctare pentru cursele de sâmbătă | Sistemul de punctare pentru cursele de sâmbătă | Sistemul de punctare pentru cursele de sâmbătă |
| Locul                                          | 1                                              | 2                                              | 3                                              | 4                                              | 5                                              | 6                                              | 7                                              | 8                                              | 9                                              | 10                                             |
| ---------------------------------------------- | ---------------------------------------------- | ---------------------------------------------- | ---------------------------------------------- | ---------------------------------------------- | ---------------------------------------------- | ---------------------------------------------- | ---------------------------------------------- | ---------------------------------------------- | ---------------------------------------------- | ---------------------------------------------- |
| Punctele                                       | 25                                             | 18                                             | 15                                             | 12                                             | 10                                             | 8                                              | 6                                              | 4                                              | 2                                              | 1                                              |

Primii 8 din cursele de duminică primesc următoarele puncte:
| Sistemul de punctare pentru cursele de duminică | Sistemul de punctare pentru cursele de duminică | Sistemul de punctare pentru cursele de duminică | Sistemul de punctare pentru cursele de duminică | Sistemul de punctare pentru cursele de duminică | Sistemul de punctare pentru cursele de duminică | Sistemul de punctare pentru cursele de duminică | Sistemul de punctare pentru cursele de duminică | Sistemul de punctare pentru cursele de duminică |
| Locul                                           | 1                                               | 2                                               | 3                                               | 4                                               | 5                                               | 6                                               | 7                                               | 8                                               |
| ----------------------------------------------- | ----------------------------------------------- | ----------------------------------------------- | ----------------------------------------------- | ----------------------------------------------- | ----------------------------------------------- | ----------------------------------------------- | ----------------------------------------------- | ----------------------------------------------- |
| Punctele                                        | 15                                              | 12                                              | 10                                              | 8                                               | 6                                               | 4                                               | 2                                               | 1                                               |

## Specificațiile despre mașină
Mașina FIA Formula 2 este folosită de toate echipele și dispune de un șasiu monocasic din fibră de carbon Dallara, alimentat de un motor V6 cu un singur turbocompresor Mecachrome, cu injecție directă V6 și de anvelope Pirelli, netede și de ploaie. Greutatea totală este de 755 kg, inclusiv șofer.

## 2017
Sezonul l-a văzut pe debutantul Charles Leclerc, conducând pentru Prema Racing, să ia titlul cu 7 victorii, iar Russian Time a asigurat campionatul inaugural pe echipe.

## 2018
Bătălia pentru titlu a fost între Alexander Albon, Lando Norris si George Russell, ultimul ieșind câștigător. La echipe, Carlin a ieșit câștigătoare.

## 2019
Nyck de Vries a câstigat opt curse și și-a adjudecat campionatul. Pe 31 august 2019, Anthoine Hubert, Giuliano Alesi și Juan-Manuel Correa au fost implicați într-un accident de 257 km/h în turul doi al Marelui Premiu al Belgiei pe circuitul Spa-Francorchamps. Hubert a fost ucis în accident.

## Campioni

### Piloți
| Sezon | Pilot           | Echipă         | Pole position-uri | Victorii | Podiumuri | Cele mai rapide tururi | Puncte | Diferență față de locul 2 |
| ----- | --------------- | -------------- | ----------------- | -------- | --------- | ---------------------- | ------ | ------------------------- |
| 2017  | Charles Leclerc | Prema Racing   | 8                 | 7        | 10        | 4                      | 282    | 72                        |
| 2018  | George Russell  | ART Grand Prix | 5                 | 7        | 11        | 6                      | 287    | 68                        |
| 2019  | Nyck de Vries   | ART Grand Prix | 5                 | 4        | 12        | 3                      | 266    | 52                        |

### Echipe
| Sezon | Echipă       | Pole position-uri | Victorii | Podiumuri | Cele mai rapide tururi | Puncte | Diferență față de locul 2 |
| ----- | ------------ | ----------------- | -------- | --------- | ---------------------- | ------ | ------------------------- |
| 2017  | Russian Time | 1                 | 6        | 14        | 6                      | 395    | 15                        |
| 2018  | Carlin       | 2                 | 1        | 17        | 2                      | 383    | 33                        |
| 2019  | DAMS         | 2                 | 6        | 16        | 7                      | 418    | 72                        |

## Piloți promovați în Formula 1
| Pilot            | F2        | F2    | F2       | F2        | F1        | F1                  | F1    | F1       | F1                | F1        | Alte titluri majore                                            |
| Pilot            | Sezoane   | Curse | Victorii | Podiumuri | Sezoane   | Prima echipă        | Curse | Victorii | Pole position-uri | Podiumuri | Alte titluri majore                                            |
| ---------------- | --------- | ----- | -------- | --------- | --------- | ------------------- | ----- | -------- | ----------------- | --------- | -------------------------------------------------------------- |
| Charles Leclerc  | 2017      | 22    | 7        | 9         | 2018–2019 | Sauber              | 42    | 2        | 7                 | 10        | GP3                                                            |
| Serghéi Sirótkin | 2017      | 2     | 0        | 0         | 2018      | Williams            | 21    | 0        | 0                 | 0         | Formula Abarth European Series                                 |
| Alexander Albon  | 2017–2018 | 44    | 4        | 10        | 2019      | Scuderia Toro Rosso | 21    | 0        | 0                 | 0         |                                                                |
| Lando Norris     | 2017–2018 | 20    | 1        | 8         | 2019      | McLaren             | 21    | 0        | 0                 | 1         | Eurocup Formula Renault 2.0 Campionatul european FIA Formula 3 |
| George Russell   | 2018      | 20    | 7        | 11        | 2019      | Williams            | 21    | 0        | 0                 | 0         | GP3                                                            |

- Îngroșat denotă un pilot activ de Formula 1 .
- Un fundal auriu denotă un campion de Formula 2.
- Piloții notați cu † au început în Formula 1 în plin sezon.